# Einbert-Jan Langevoort
Einbert-Jan Langevoort (* 27. Februar 1929 in Voorburg, Niederlande; † 26. Dezember 1992) war ein niederländischer evangelischer Theologe und Pfarrer.
Langevoort absolvierte nach dem Theologiestudium sein Vikariat in Berlin und war von 1957 bis 1991 Gemeindepfarrer in Düsseldorf-Heerdt. Von der Düsseldorfer Zeit handelt sein Buch Tagebuch eines theologischen Gastarbeiters. Über einen seiner Vorgänger im Amt begann er die Arbeit Gottfried Hötzel – ein Mann und eine Stimme. Da er jedoch kurz vor der Vollendung verstarb, übernahm seine frühere Kirchengemeinde die Herausgabe des Buches.
Er war darüber hinaus im christlich-jüdischen Dialog besonders engagiert.
Langevoort gehörte seit September 1960 zum Leitungskreis der "Jungen Christlichen Friedenskonferenz".

## Veröffentlichungen
- Tagebuch eines theologischen Gastarbeiters; Wuppertal-Barmen 1968
- Das kommende Reich, in: Eckart Bücken (Hrsg.): Alternativ leben. Almanach 13 für Literatur und Theologie. Wuppertal 1979‚ 9–15; ISBN 3-87294-522-X
- Nederlandse oecumenische Gemeente Düsseldorf 1957–1982; Düsseldorf 1982
- Gottfried Hötzel – ein Mann und eine Stimme. Eine biographische Studie; hrsg. von der Evangelischen Kirchengemeinde Düsseldorf-Heerdt, unter Mitarbeit von Michael Füsgen, Martin Stöhr und Rüdiger Weyer; Waltrop 1996; ISBN 3-927718-75-0